# San Gregorio (Guanajuato)
San Gregorio es una localidad del estado mexicano de Guanajuato. Es parte del municipio de Cuerámaro.

## Toponimia
El nombre «San Gregorio» hace referencia al santo patrono de la localidad: Gregorio Magno, papa de la Iglesia Católica.

## Demografía
| Gráfica de evolución demográfica |
|                                  |

| Censo | Población |
| ----- | --------- |
| 1900  | 487       |
| 1910  | 464       |
| 1921  | 766       |
| 1930  | 809       |
| 1940  | 785       |
| 1950  | 904       |
| 1960  | 894       |
| 1970  | 919       |
| 1980  | 902       |
| 1990  | 1 293     |
| 2000  | 1 313     |
| 2010  | 1 036     |
| 2020  | 1 085     |